# Akurat gra Kleyffa i jedną Kelusa
"Gra Kleyffa i jedną Kelusa" – szósty album zespołu Akurat. Płyta została wydana 6 listopada 2012 roku nakładem Mystic Production.

## Spis utworów
1. "Życie Jak Zwierciadełko" – 3:15
2. "Miłość – Źródło 2" – 3:58
3. "Kochana Kochana Kochana" – 2:51
4. "Przed Snem – Słoiczek Tiananmen" – 5:22
5. "Jak Bruno Shulz" – 4:02
6. "Ja Jestem Z Tobą" – 4:08
7. "Telewizja 2012" – 3:56
8. "Świat Przeciwieństw" – 3:42
9. "Sejm Mówi Tak" – 4:34
10. "Źródło 1" – 4:36
11. "Na Huśtawki" – 3:11
12. "Przed Snem – Słoiczek Tiananmen" (Edycja radiowa) – 4:48